# HEXA

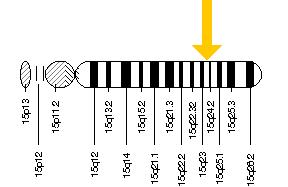
A HEXA gén a 15. kromoszóma q karjának 23. sávján található.

A hexózaminidáz A (α-polipeptid), más néven HEXA (EC 3.2.1.52) a 15. kromoszómán található HEXA gén által kódolt enzim.
A hexózaminidáz A és a GM2-aktivátor kofaktor a GM2-gangliozidok és más terminális N-acetil-hexózaminokat tartalmazó anyagok bontását katalizálja. A hexózaminidáz A α- és β-alegységből álló heterodimer. Az α-t a HEXA, a β-t a HEXB gén kódolja. A β-alegység mutációi gyakran Sandhoff-, az α-alegységéi a GM2-gangliozidok hidrolízisének csökkenése miatt Tay–Sachs-kórt okoznak.

## Funkció
Noha a hexózaminidáz A α- és β-alegységei is képesek GalNAc leválasztására, csak az α képes GM2-gangliozidok hidrolízisére. Az α-alegység Arg-424-e a GM2-gangliozidok N-acetilneuraminjának megkötéséhez fontos. Az α-alegység ezek hidrolízisére képes, mivel a Gly-280, Ser-281, Glu-282 és Pro-283 aminosavakból álló gyűrűvel rendelkezik. Ez nem található meg a β-alegységben, de ideális szerkezet a GM2-aktivátor kötésére az α-ban. Az Arg-424 és a gyűrű aminosavjai együtt lehetővé teszik a GM2-gangliozidok hidrolízisét GM3-gangliozidokká a GalNAc leválasztásával.

## Tay–Sachs-kórt okozó mutációk
Számos mutáció okoz hexózaminidáz A-hiányt, például géndeléciók, nonszenzmutációk vagy misszenzmutációk. A Tay–Sachs-kór akkor fordul elő, ha a hexózaminidáz A elveszti működőképességét. Az ilyen betegekben nem távozik a GalNAc a GM2-gangliozidokról, így 100–1000-szer annyi van agyukban, mint egészséges emberben. Csak a gyermekkori Tay–Sachs-kórt több mint 100 mutáció okozhatja.
A leggyakoribb, a Tay–Sachs-kór eseteinek több mint 80%-ában jelen lévő mutáció 4 bázispár (TATC) hozzáadódása a HEXA gén 11. exonjához. Ez korai stopkodont, így hexózaminidáz A-hiányt okoz.
A Tay–Sachs-kórral született gyermekek gyakran 2–6 éves korban halnak meg aspiratio és tüdőgyulladás miatt. A kór agyi degenerációt, vakságot, ernyedt végtagokat és rohamokat okoz. Nincs ellene gyógymód.

## Fordítás
Ez a szócikk részben vagy egészben  a   HEXA című angol Wikipédia-szócikk ezen változatának fordításán alapul.  Az eredeti cikk szerkesztőit annak laptörténete sorolja fel. Ez a jelzés csupán a megfogalmazás eredetét és a szerzői jogokat jelzi, nem szolgál a cikkben szereplő információk forrásmegjelöléseként.